# Грайфенберг
Грайфенберг (нім. Greifenberg) — громада в Німеччині, розташована в землі Баварія. Підпорядковується адміністративному округу Верхня Баварія. Входить до складу району Ландсберг. Складова частина об'єднання громад Шондорф.
Площа — 8,21 км2. Населення становить 2228 ос. (станом на 31 грудня 2020).